# Варжапетян, Вардван Варткесович
Вардван Варткесович Варжапетян (род. 21 сентября 1941, Уфа) — русский писатель, переводчик и публицист.

## Биография
В 1971 году окончил факультет журналистики МГУ. Живёт и работает в Москве.
Автор более двадцати биографических жизнеописаний (Овидий, Ли Бо, Омар Хайам, Франсуа Вийон, Афанасий Никитин, доктор Ф. П. Гааз, Григор Нарекаци, первая биография Александра Тинякова и др.).
Выполнил новый перевод Торы на русский язык. Издал книгу «Число бездны», посвящённую жертвам гитлеровского геноцида, на страницах которой вывел собственноручно 5.820.960 чисел без пробелов, переносов и других разделительных знаков.
Основатель, издатель и главный редактор армяно-еврейского вестника «Ной» (1992—1997).
Член Союза журналистов СССР с 1974 г. Член Союза писателей СССР c 1987 г. член Союза писателей Москвы. Член Русского ПЕН-центра.
Жена — писатель Маргарита Михайловна Хемлин (1960—2015).